# Stefan Diös
Mats Stefan Diös, född 5 juli 1960 i Sjötofta församling, är en svensk översättare, skribent och pokerspelare. 

## Biografi
Diös är son till kyrkoherden Mats Diös och småskolläraren Ingrid Diös, född Anderson. Han är från 1985 den svenske översättaren av serietidningen Kalle Anka & C:o. Som ankist är han också en av grundarna till föreningen NAFS(k).
Diös var också den förmodligen förste svensken som deltog i World Series of Poker. Han såg internetpokerns födelse och övertagande av pokervärlden. Idag skriver han bland annat regelbundet i tidskriften Poker Magazine. Han brukar också tävla i svenska mästerskapen i Scrabble, och spelade tidigare även luffarschack. Diös är även aktiv inom svensk bordtennis både som spelare och som speaker i diverse tävlingar till exempel Safir International, SM och SOC. Distriktsmästare i Stockholm för 50-åringar 2010.
År 2018 var han gäst hos Kalle Lind i programserien Snedtänkt på Sveriges Radio P1.

## Utmärkelser
2010 – Seriefrämjandets utmärkelse Unghundenplaketten för främjande av barn- och ungdomsserier.